# بشرى الخليل
بشرى الخليل، محامية لبنانية من جنوب لبنان. أصلها من بلدة جويا، تخرجت من الجامعة اللبنانية في العام 1979م من كلية الحقوق.وهي موجودة الآن في الاستديو عم تقرط حكي و تطير فيولة.

## دفاعها عن صدام حسين
اشتُهرت كواحدة من محامي الدفاع عن الرئيس العراقي السابق صدام حسين عندما كان يُحاكم بتهمة الإبادة الجماعية والجرائم ضد الإنسانية.
انضمت بشرى للفريق القانوني لصدام حسين بعد أيام قليلة من اعتقاله في عام 2003 ، وكانت مشاركتها موضع الكثير من الجدال كونها من الطائفة المسلمة الشيعية.
ويُذكر أن بشرى الخليل هي المرأة الوحيدة التي اجتمعت بصدام حسين خلال أشهر محاكمته، طلب منها القاضي مرات عدة مغادرة قاعة المحكمة بسبب خطاباتها ومواقفها.
كما دافعت عن متهمين آخرين مرتبطين بنظام صدام حسين ، بمن في ذلك نائب الرئيس العراقي السابق طه ياسين رمضان.
وبسبب الدور العلني لها باعتبارها الممثل القانوني للنظام السابق في العراق، تلقت تهديدات متكررة بالقتل.
إضافة إلى عملها في المحاماة ترشحت بشرى الخليل مرارا وتكرارا لدخول الندوة البرلمانية دون أن يحالفها الحظ.

## دفاعها عن هانيبال القذافي
ومؤخرا تولّت بشرى الخليل الدفاع عن هانيبال القذافي، الموقوف في لبنان، ثم تنحّت عن مهمتها وطالبت بتعويضها.